# Aysel Özgan
Aysel Özgan, née le 5 mai 1978, est une tireuse paralympique turque qui concourt dans les épreuves de pistolet. Elle a participé aux Jeux paralympiques d'été de 2008, 2012 et 2016.

## Carrière sportive
La carrière de tir sportif d'Özgan a commencé en 2004 lorsque les Championnats de Tir turcs ont été organisés dans sa ville natale de Giresun,,. Sur les conseils de ses amis, elle a demandé une licence de tir et a participé à la compétition en tant que seule athlète féminine. Elle a remporté le championnat dès sa première tentative, bien qu'elle n'ait jamais utilisé d'arme à feu auparavant,.
Elle a été sélectionnée pour les qualifications et a intégré l'équipe nationale de tir paralympique un an après le premier tournoi auquel elle a participé.

### 2024
Elle a remporté la médaille d'argent dans la catégorie P2 10 mètres pistolet à air comprimé SH1 lors des Jeux paralympiques de Paris 2024.